# Amanda Lepore

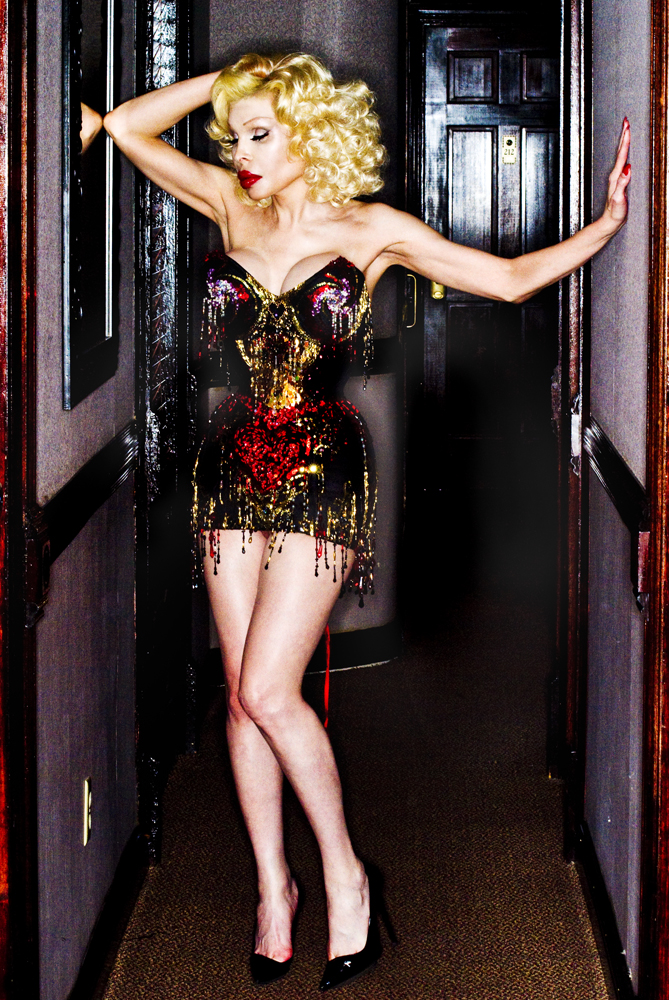
Amanda Lepore

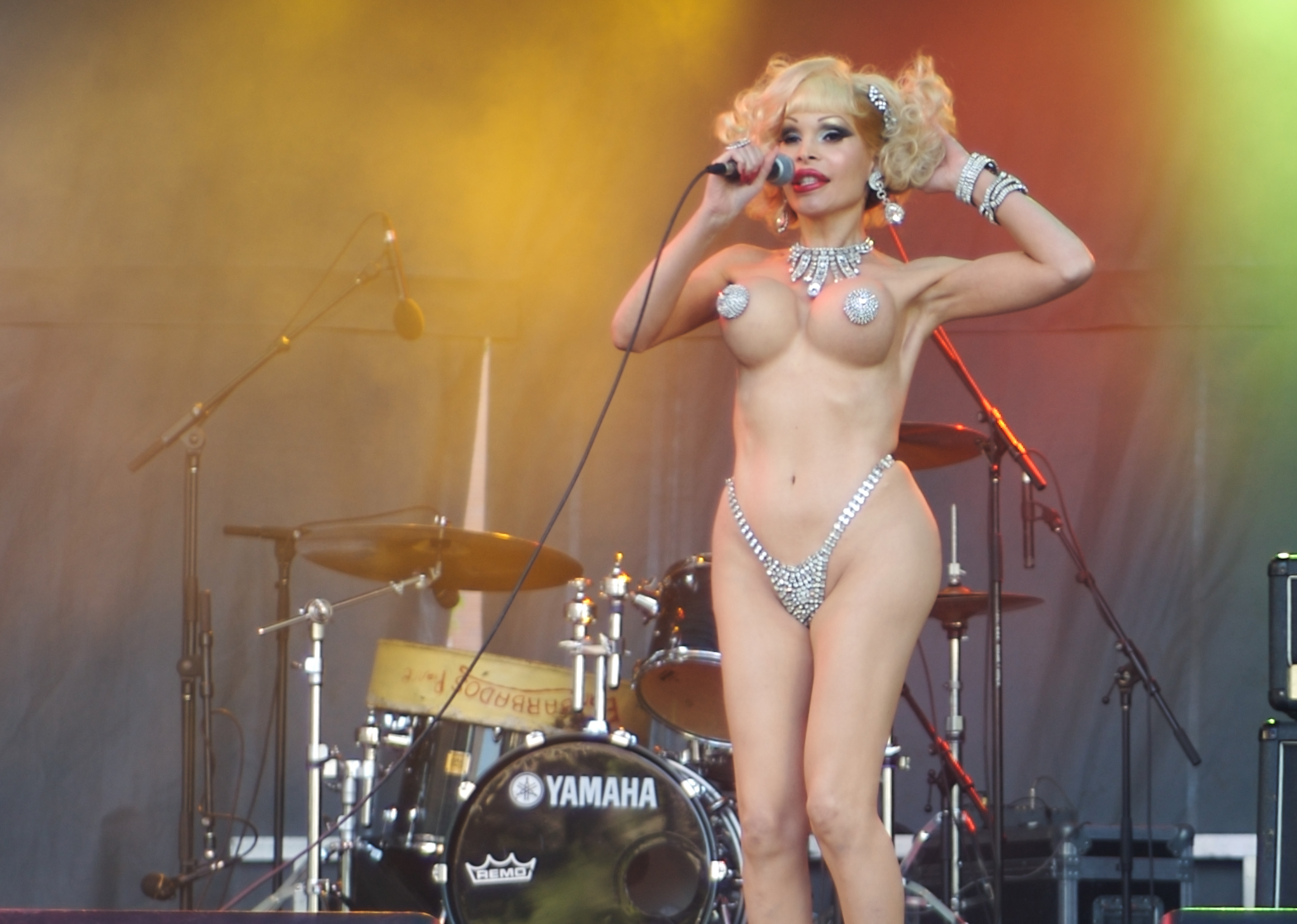
Amanda Lepore podczas Pride Parade w Montrealu

Amanda Lepore (ur. 5 grudnia 1967 w Cedar Grove, New Jersey, jako Armand Lepore) – amerykańska piosenkarka, modelka, aktorka i transpłciowa ikona. Obecnie mieszka w Nowym Jorku.

## Życiorys
Amandzie przy porodzie przypisano płeć męską. Dorastała w hrabstwie Essex w stanie New Jersey. W wieku jedenastu lat (nosząc jeszcze imię Armand), po obejrzeniu w telewizji programu na temat transpłciowości postanowiła dokonać procedury korekty płci. Lepore powiedziała reporterowi „od samego początku wiedziałam, że byłam dziewczyną”, a we wczesnych latach jako nastolatka zaczęła tworzyć kostiumy dla transpłciowego przyjaciela Gio Metodievy, który teraz sprzedaje buty dla transpłciowej wspólnoty pod nazwą GIO DIEV. Podczas wizyty u psychologa zdiagnozowano u niej transpłciowość. Od tej pory otrzymywała hormony legalnie (wcześniej otrzymywała nielegalnie od przyjaciela). W wieku 17 lat przeszła operację korekty płci. W późniejszym okresie już jako Amanda poddała się także zabiegom chirurgii plastycznej takim jak powiększanie piersi czy lifting czoła.

## Filmografia
- Party Monster (2003) (jako ona sama)
- Another Gay Sequel: Gays Gone Wild (2008) (jako stewardesa)

## Dyskografia

### Albumy studyjne
| Rok  | Album                                                                                         |
| ---- | --------------------------------------------------------------------------------------------- |
| 2011 | I...Amanda Lepore - Wydany: 28 czerwca 2011 - Format: CD, Digital Download                    |
| 2015 | I...Amanda Lepore - Make over sessions - Wydany: 31 lipca 2015 - Format: CD, Digital Download |

### EP-ki
| Rok  | Album                                                                                    |
| ---- | ---------------------------------------------------------------------------------------- |
| 2005 | Introducing... Amanda Lepore - Wydany: Wrzesień 21, 2005 - Format: Digital Download      |
| 2007 | My Pussy - Wydany: 2007 - Format: Digital Download                                       |
| 2008 | Fierce Pussy (The Remix Album) - Wydany: Czerwiec 1, 2008 - Format: CD, Digital Download |
| 2010 | Cazwell and Amanda - Wydany: Październik 26, 2010 - Format: Digital Download             |
| 2018 | Lepore - Wydany: Luty 16, 2018 - Format: Digital Download                                |

### Single
| Rok  | Tytuł                                                                            | Album                        |
| ---- | -------------------------------------------------------------------------------- | ---------------------------- |
| 2006 | "I Know What Boys Like" - Wydany: Lipiec 28, 2006 - Format: CD, Digital Download | Another Gay Movie Soundtrack |
| 2009 | "Cotton Candy" - Wydany: Kwiecień 28, 2009 - Format: Digital Download            | —                            |
| 2009 | "My Hair Looks Fierce" - Wydany: Kwiecień 28, 2009 - Formatt: Digital Download   | —                            |

### Teledyski
| Rok  | Tytuł          | Reżyser      |
| ---- | -------------- | ------------ |
| 2009 | "Cotton Candy" | Bec Stupak   |
| 2010 | "Marilyn"      | Leo Herrera  |
| 2011 | "Turn Me Over" | Marco Ovando |